# 미소걸스
미소걸스는 대한민국의 트로트 음악 그룹이다.

## 데뷔
- 2012년 1집 앨범 [오늘은 내가 쏜다]

## 음반
- 2012년 1집 오늘은 내가 쏜다 / 황홀한 이 밤

## 수상
- 2011년 제18회 대한민국 연예예술상 사회봉사상